# マーナサローワル湖
マーナサローワル湖（マーナサローワルこ、チベット文字：མ་ཕམ་གཡུ་མཚོ།; ワイリー方式：ma pham g.yu mtsho; サンスクリット: मानसरोवर ; 中国語: 瑪旁雍錯 Mapan Yongcuo、英: Manasarovar Lake）は、中華人民共和国チベット自治区ガリ地区プラン県にある湖である。マーナサローヴァル湖、マナサロワル湖とも呼ばれる。
ジャイナ教、ヒンドゥー教、仏教、ボン教の4つの宗教の聖地とされている。

## 概要
カイラス山の近くに所在し、ナムツォ（納木錯）、ヤムドク湖（羊卓雍錯）と共にチベット三大聖湖と呼ばれる。仏教においては、理想郷である「阿耨達池（無熱悩池）」、あるいは浄土のモデルとされる。
マーナサローワル湖は、北をカラコルム山脈、南をヒマラヤ山脈に囲まれたヤルンツァンポ川（ブラフマプトラ川）の最上流にあり、また西隣りのラークシャスタール湖（Rakshastal Lake）と共に、インダス川の主要支流であるサトレジ川の源流ともなっている。一般に「マーナサローワル湖」と世界的に呼ばれているのは、サンスクリット語の「マーナサ（心の）・サローワラ（湖）」（मानस सरोवर）が起源で、『マハーバーラタ』にもマーナサ湖として見える。
ツォナ湖などと共に、世界で最も高所にある淡水湖と言われている。また、湖水の透明度も高いことで知られる。
湖にはHerzensteinia microcephalus、Triplophysa stewartiなどの固有種の魚類が生息しており、周辺はオグロヅル、チルー、ユキヒョウなどの生息地である。付近のStipa glareosaの亜高山帯の砂漠草原とStipa purpurea、Carex moorcroftii、スズメノカタビラ、Caragana versicolorなどの高山植物の草原があり、2004年に西隣のラークシャスタール湖と共にラムサール条約登録地となった。

## 交通アクセス
ラサ市からG318国道を西へラツェ（拉孜県）まで、そこからG219国道を西へカシミール方向へ行き、途中のカイラス山の手前に所在する。総距離は約2,000キロメートル。